# Episodi di Star Trek: The Next Generation (quarta stagione)
La quarta stagione della serie televisiva Star Trek: The Next Generation è composta da 26 episodi ed è stata trasmessa negli Stati Uniti in syndication dal 24 settembre 1990 al 17 giugno 1991.
In Italia la stagione è stata trasmessa da Italia 1 dal 28 gennaio 1995 al 1º marzo 1995.
| nº | Titolo originale                | Titolo italiano                    | Prima TV USA      | Prima TV Italia  |
| -- | ------------------------------- | ---------------------------------- | ----------------- | ---------------- |
| 1  | The Best of Both Worlds: Part 2 | L'attacco dei Borg (seconda parte) | 24 settembre 1990 | 28 gennaio 1995  |
| 2  | Family                          | Famiglie                           | 1º ottobre 1990   | 30 gennaio 1995  |
| 3  | Brothers                        | Fratelli                           | 8 ottobre 1990    | 3 febbraio 1995  |
| 4  | Suddenly Human                  | Improvvisamente umano              | 15 ottobre 1990   | 2 febbraio 1995  |
| 5  | Remember Me                     | Ricordatemi                        | 22 ottobre 1990   | 4 febbraio 1995  |
| 6  | Legacy                          | Sorelle                            | 29 ottobre 1990   | 6 febbraio 1995  |
| 7  | Reunion                         | Successione                        | 5 novembre 1990   | 28 febbraio 1995 |
| 8  | Future Imperfect                | Futuro imperfetto                  | 12 novembre 1990  | 7 febbraio 1995  |
| 9  | Final Mission                   | L'ultima missione                  | 19 novembre 1990  | 8 febbraio 1995  |
| 10 | The Loss                        | La perdita                         | 31 dicembre 1990  | 9 febbraio 1995  |
| 11 | Data's Day                      | Una giornata di Data               | 7 gennaio 1991    | 10 febbraio 1995 |
| 12 | The Wounded                     | Un uomo ferito                     | 28 gennaio 1991   | 11 febbraio 1995 |
| 13 | Devil's Due                     | Il diavolo                         | 4 febbraio 1991   | 13 febbraio 1995 |
| 14 | Clues                           | Indizi                             | 11 febbraio 1991  | 14 febbraio 1995 |
| 15 | First Contact                   | Primo contatto                     | 16 febbraio 1991  | 15 febbraio 1995 |
| 16 | Galaxy's Child                  | Il figlio della galassia           | 11 marzo 1991     | 16 febbraio 1995 |
| 17 | Night Terrors                   | Terrori notturni                   | 18 marzo 1991     | 17 febbraio 1995 |
| 18 | Identity Crisis                 | Metamorfosi                        | 25 marzo 1991     | 18 febbraio 1995 |
| 19 | The Nth Degree                  | All'ennesima potenza               | 1º aprile 1991    | 20 febbraio 1995 |
| 20 | QPid                            | Q-Pido                             | 22 aprile 1991    | 21 febbraio 1995 |
| 21 | The Drumhead                    | Giustizia sommaria                 | 29 aprile 1991    | 22 febbraio 1995 |
| 22 | Half a Life                     | Una vita a metà                    | 6 maggio 1991     | 23 febbraio 1995 |
| 23 | The Host                        | L'ospite                           | 13 maggio 1991    | 24 febbraio 1995 |
| 24 | The Mind's Eye                  | Con gli occhi della mente          | 27 maggio 1991    | 25 febbraio 1995 |
| 25 | In Theory                       | Programma: amore                   | 3 giugno 1991     | 27 febbraio 1995 |
| 26 | Redemption: Part 1              | La via di Klingon (prima parte)    | 17 giugno 1991    | 1º marzo 1995    |

## L'attacco dei Borg(seconda parte)
- Titolo originale: The Best of Both Worlds: Part 2
- Diretto da: Cliff Bole
- Scritto da: Michael Piller

### Trama
Data Stellare 44001.4. Dopo la disfatta federale a Wolf 359, i Borg intendono assimilare la Terra avvalendosi delle conoscenze di Locutus, e Riker si ritrova così a dover scegliere tra salvare Picard o salvare la Terra. Grazie alla sua abilità tattica e a quella dell'equipaggio, riusciranno a riprendersi il capitano, che verrà sottoposto a una procedura per essere scollegato dalla collettività, e a distruggere il cubo Borg, salvando la Terra e la Federazione.
- Altri interpreti: Elizabeth Dennehy (Elizabeth Shelby), George Murdock (J.P. Hanson), Colm Meaney (Miles O'Brien), Whoopi Goldberg (Guinan), Todd Merrill (Gleason)

## Famiglie
- Titolo originale: Family
- Diretto da: Les Landau
- Scritto da: Ronald D. Moore

### Trama
Data Stellare 44012.3. Una volta salvata la Terra dai Borg, l'equipaggio dell'Enterprise D decide di prendersi un meritato riposo. Jean-Luc Picard torna a La Barre nella sua casa d'infanzia, dove ora abita il fratello Robert con la moglie e il figlio, e che manda avanti il vigneto di famiglia. I genitori umani di Worf decidono di andare a trovarlo sulla nave, mentre Wesley riceverà un messaggio che suo padre aveva registrato per lui quando nacque.
- Altri interpreti: Jeremy Kemp (Robert Picard), Samantha Eggar (Marie Picard), Theodore Bikel (Sergey Rozhenko), Georgia Brown (Helena Rozhenko), Dennis Creaghan (Louis), Colm Meaney (Miles O'Brien), Whoopi Goldberg (Guinan), David Birkin (René Picard), Doug Wert (Jack Crusher)

## Fratelli
- Titolo originale: Brothers
- Diretto da: Rob Bowman
- Scritto da: Rick Berman

### Trama
Data Stellare 44085.7. Durante la navigazione verso la base stellare 416 allo scopo di curare un bambino tenuto in quarantena a causa di una forma virale batterica mortale, Data subisce un'alterazione cerebrale che lo costringe a cambiare la rotta dell'Enterprise D. Al fine di ostacolarne gli intenti, Picard cerca con ogni mezzo, ma inutilmente, di fermare la nave. Alla fine la nave arriva su un pianeta sconosciuto e Data sbarca. Con suo grande stupore trova il suo creatore: il dottor Noonien Soong, il quale, con un dispositivo cibernetico di richiamo, lo ha fatto arrivare a lui. Ciò che lo scienziato non sa è che quello stesso richiamo ha attirato anche Lore, il quale, nonostante lo scetticismo e gli avvertimenti di Data, viene riattivato mantenendo la sua natura malvagia e perfida. In un confronto tra i tre, riemergono sfaccettature sopite nei loro rapporti, ed è in questo frangente che il dottor Soong riferisce di aver creato un chip dei sentimenti tarato per il cervello positronico di Data. La natura psicotica di Lore gli fa pensare che il dottore voglia negare a lui quel circuito che potrebbe migliorarlo e per questo si sostituisce a Data e si fa impiantare il circuito (pur essendo stato avvertito da Soong che il circuito lo avrebbe distrutto, dal momento che era stato preparato per Data). Lo scienziato cerca di convincerlo a farselo rimuovere, ma l'androide fugge con la sua navetta. Nel frattempo, l'equipaggio dell'Enterprise riesce a venire a capo del problema, recuperare Data e salvare il bambino malato.
- Altri interpreti: Cory Danziger (Jake Potts), Colm Meaney (Miles O'Brien), Adam Ryen (Willie Potts), James Lashly (Kopf)
- In quest'episodio l'attore Brent Spiner interpreta tre personaggi: Data, Lore e il dottor Noonien Soong.

## Improvvisamente umano
- Titolo originale: Suddenly Human
- Diretto da: Gabrielle Beaumont
- Scritto da: Ralph Phillips (soggetto), John Whelpley e Jeri Taylor (sceneggiatura)

### Trama
Data Stellare 44143.7. Durante l'esplorazione di un sistema, l'Enterprise D intercetta un gruppo di giovani Talariani. Fra di loro si trova un ragazzo terrestre che però si comporta in tutto e per tutto come un Talariano. Da un'indagine accurata il ragazzo risulta essere il nipote di un ammiraglio sopravvissuta a un'incursione Talariana durante il periodo del conflitto con la Federazione. Anche se all'inizio il ragazzo accetta gli usi e costumi del popolo terrestre, a un certo punto compie un gesto di rifiuto estremo: pugnala il capitano Picard col chiaro scopo di essere condannato a morte piuttosto di perdere la sua identità. Picard comprende le ragioni del gesto del ragazzo e ordina di farlo tornare tra i Talariani, dal suo padre adottivo.
- Altri interpreti: Sherman Howard (Endar), Chad Allen (Jono), Barbara Townsend (Connaught Rossa)

## Ricordatemi
- Titolo originale: Remember Me
- Diretto da: Cliff Bole
- Scritto da: Lee Sheldon

### Trama
Data Stellare 44161.2. Durante una sosta a una base stellare della Federazione, a bordo dell'Enterprise D sale l'anziano ufficiale medico mentore della dottoressa Crusher; il suo arrivo fa riflettere la dottoressa sul suo ruolo di madre. Spinta da questo va a trovare Wesley in sala macchine e rimane intrappolata in una bolla di curvatura, frutto di un esperimento del ragazzo. Si ritrova in un'Enterprise simile a quella reale, ma da cui sparisce progressivamente l'equipaggio. Grazie agli sforzi di Wesley e al fondamentale aiuto del Viaggiatore, un alieno dalle particolari capacità già incontrato in passato, egli riesce a trovare una soluzione e far uscire la dottoressa dalla bolla.
- Altri interpreti: Eric Menyuk (il Viaggiatore), Bill Erwin (Dottor Dalen Quaice), Colm Meaney (Miles O'Brien)

## Sorelle
- Titolo originale: Legacy
- Diretto da: Robert Scheerer
- Scritto da: Joe Menosky

### Trama
Data Stellare 44215.2. L'Enterprise D risponde alla chiamata della nave della Federazione Arcos e si reca su Turcana 4, pianeta natale della compianta tenente Tasha Yar, per recuperare i superstiti della nave scampati alla distruzione. Il pianeta è abitato da una colonia suddivisa in due fazioni da sempre ostili fra loro: motivo questo di orgoglio per Tasha di averla lasciata ed essere riuscita a realizzarsi; il capo di una delle fazioni fa sapere che i membri superstiti sono ostaggi della fazione avversaria, quindi offre a Picard il suo aiuto in cambio di armi. A questo scopo trova la sorella di Tasha, Ishara, allo scopo di rafforzare l'accordo. Grazie a lei riescono a salvare i due superstiti, ma la donna, fedele alla fazione, vuole distruggere le difese nemiche per aiutare la sua gente.
- Altri interpreti: Beth Toussaint (Ishara Yar), Don Mirault (Hayne), Colm Meaney (Miles O'Brien), Vladimir Velasco (Tan Tsu)

## Successione
- Titolo originale: Reunion
- Diretto da: Jonathan Frakes
- Scritto da: Drew Deighan, Thomas Perry e Jo Perry (soggetto); Thomas Perry, Jo Perry, Ronald D. Moore, Brannon Braga (sceneggiatura)

### Trama
Data Stellare 44246.3. L'Enterprise D viene intercettata dalla Nave Ammiraglia dell'Impero Klingon e accoglie a bordo l'ambasciatrice K'Ehleyr, esperta in questioni che riguardano tale impero: ella riferisce che K'mpek, capo dell'Alto Consiglio, sta morendo e vuole nominare Picard arbitro nella successione al comando dell'Impero. Il capitano si dimostra stizzito della scelta, ma è costretto ad accettare, visto che K'mpek ha ormai convocato i due candidati alle insegne del comando: Gowron e Duras. In punto di morte, K'mpek riferisce al capitano il vero scopo per cui lo ha nominato arbitro: scoprire chi tra loro due lo sta uccidendo avvelenando il vino. Durante la cerimonia soncin avviene un'esplosione in cui restano uccisi alcuni Klingon; il personale scientifico dell'Enterprise scopre che la bomba è stata azionata con un detonatore molecolare, una tecnologia usata dai Romulani; i sospetti convergano su Duras, che ha cospirato con loro come il padre in passato. Giunge a questa conclusione anche l'ambasciatrice K'heleyr, che affronta Duras e rimane uccisa. Il suo cadavere viene scoperto da Worf, innamorato di lei e dalla quale ha avuto un figlio, Alexander. Deciso a vendicarsi impugna la sua arma e, dopo aver abbandonato il comunicatore, si teletrasporta a bordo della nave di Duras sfidandolo a duello. La sfida si risolve in favore di Worf; successivamente consola il figlio e gli rivela la sua paternità.
- Altri interpreti: Suzie Plakson (K'Ehleyr), Robert O'Reilly (Gowron), Patrick Massett (Duras), Charles Cooper (K'mpec), Jon Paul Steuer (Alexander Rozhenko)

## Futuro imperfetto
- Titolo originale: Future imperfect
- Diretto da: Les Landau
- Scritto da: J. Larry Carroll e David Bennett Carren

### Trama
Data Stellare 44286.5. Durante la perlustrazione di una possibile base segreta romulana su Alfa Onias III, Riker, La Forge e Worf restano tramortiti da un gas tossico; gli ultimi due vengono salvati con il teletrasporto, ma viene persa ogni traccia di Riker. Il Numero Uno si risveglia nell'infermeria dell'Enterprise D e una dottoressa Crusher invecchiata gli spiega che sono trascorsi sedici anni e che il virus dell'encefalite altairiana contratto su Alfa Onias III, recentemente attivatosi, gli ha causato la perdita di memoria fino a quell'evento. Riker è attualmente il capitano della nave, Data è il Primo ufficiale, Picard, divenuto ammiraglio, sta completando i preparativi per la ratifica del trattato di pace con i Romulani e Riker ha anche un figlio. Ma William ha dei sospetti e scopre alla fine che è tutta una simulazione mentale: un bimbo alieno, evacuato da un conflitto e lasciato solo sul pianeta, stufo della solitudine, ha letto la mente di Riker e ricreato quel mondo per cercare di tenerlo con sé. Riker lo convincerà a liberarlo in cambio di un passaggio verso il suo pianeta in modo che possa tornare tra la sua gente.
- Altri interpreti: Chris Demetral (Jean-Luc Riker e Ethan), Dana Tjowander (Barash), Andreas Katsulas (Tomalak), Carolyn McCormick (Minuet), Patti Yasutake (Alyssa Ogawa), Todd Merrill (Gleason), April Grace (Maggie Hubbell), George O'Hanlon (addetto al teletrasporto)

## L'ultima missione
- Titolo originale: Final mission
- Diretto da: Corey Allen
- Scritto da: Kacey Arnold-Ince (soggetto); Kacey Arnold-Ince e Jeri Taylor (sceneggiatura)

### Trama
Data Stellare 44307.3. Picard annuncia che Wesley è stato ammesso all'Accademia della Flotta; il suo ultimo incarico sull'Enterprise D è quello di accompagnare il capitano e un minatore indipendente, il capitano Dirgo, per appianare una disputa sorta tra alcune colonie minerarie. Durante il viaggio, lo shuttle di Dirgo ha un'avaria, obbligando i tre a un atterraggio di emergenza su un mondo deserto senza la possibilità di ricevere rapidamente aiuto in quanto l'Enterprise è impegnata in una missione molto importante.
- Altri interpreti: Nick Tate (Dirgo), Kim Hamilton (Songi), Mary Kohnert (Tess Allenby)

## La perdita
- Titolo originale: The Loss
- Diretto da: Chip Chalmers
- Scritto da: Hilary J. Bader (soggetto); Hilary J. Bader, Alan J. Adler e Vanessa Greene (sceneggiatura)

### Trama
Data Stellare 44356.9. L'Enterprise D entra in contatto con delle strane particelle che sembrano essere la causa della sua incapacità di passare a velocità curvatura, mentre Troi comincia a provare un forte dolore. Data e La Forge scoprono di essere intrappolati in un campo di particelle che sembrano essere vive e Deanna scopre di aver perso i propri poteri empatici. Le entità, di natura bidimensionale, si stanno muovendo verso un buco nero e stanno trascinando con loro l'Enterprise; intanto Deanna cade in una depressione rabbiosa perché si sente menomata, e pertanto rassegna le sue dimissioni da consigliere. Sarà però proprio lei
a comprendere la bidimensionalità delle particelle offrendo una soluzione a Data e Geordi per liberare l'Enterprise. Con l'allontanarsi dal campo gravitazionale, Troi recupererà anche le sue facoltà empatiche.
- Altri interpreti: Whoopi Goldberg (Guinan), Kim Braden (Janet Brooks), Mary Kohnert (Tess Allenby)

## Una giornata di Data
- Titolo originale: Data's Day
- Diretto da: Robert Wiemer
- Scritto da: Harold Apter (soggetto); Harold Apter e Ronald D. Moore (sceneggiatura)

### Trama
Data Stellare 44390.1. In risposta a una richiesta di Bruce Maddox, Data decide di inviare una registrazione completa di una normale giornata a bordo dell'Enterprise D. In effetti, il giorno scelto non è proprio una giornata qualunque, essendo quello delle nozze di Miles O'Brien e Keiko Ishikawa, per le quali Data stesso è stato scelto per ricoprire il ruolo di "padre della sposa". Data si reca a far visita alla sposa, la quale però gli comunica di aver deciso di annullare le nozze, chiedendogli di dirlo allo sposo. Data informa O'Brien, il quale non reagisce bene. La giornata continua con Data che accoglie a bordo l'ambasciatrice vulcaniana T'Pel; in seguito incontra Geordi, che gli spiega che secondo lui Keiko non aveva realmente intenzione di annullare la cerimonia, ma era solo in preda al nervosismo. Data vuole fare ai novelli sposi un regalo di nozze adatto e chiede alla dottoressa Crusher di insegnargli a ballare per la cerimonia. In seguito riceve da Picard l'ordine di studiare lo strano spiegamento di forze romulane lungo la Zona neutrale, verso la quale l'Enterprise ha ordine di dirigersi. O'Brien chiede a Data di parlare a Keiko per convincerla a cambiare idea sull'annullamento del matrimonio; l'androide parla alla sposa, ma la discussione non ottiene l'effetto desiderato. Decide quindi di parlarne con Troi, che gli spiega quanto sia importante, in alcuni casi, non intromettersi nelle faccende private delle persone care. In seguito, Data viene chiamato dall'ambasciatrice T'Pel, che prova a richiedere, senza successo, informazioni riservate sulle capacità difensive dell'Enterprise. Lasciato l'alloggio di T'Pel, Data si reca sul ponte ologrammi per le lezioni di danza di Beverly Crusher. Finita la lezione, è tempo di tornare al lavoro in plancia, proprio mentre l'Enterprise entra nella Zona neutrale, dove ha appuntamento con la Devoras. L'ambasciatrice T'Pel, dopo un breve colloquio, decide di teletrasportarsi a bordo della stessa ma, a seguito di un incidente durante la fase di teletrasporto, viene dichiarata morta. Data, incaricato da Picard di investigare sullo strano incidente, scopre che i resti di T'Pel sono in realtà materiale organico replicato. L'Enterprise si lancia all'inseguimento della Devoras, raggiungendola con facilità: scopriranno che T'Pel, creduta oggetto di rapimento, in realtà è una spia dei Romulani. L'Enterprise, circondata da due navi da guerra romulane e presto raggiunta da altre tre, decide di ritirarsi. Finalmente è giunto il momento delle nozze di Keiko e Miles, che pronunciano il rituale sì davanti a Picard. Comincia ora il turno di notte sull'Enterprise e un'altra giornata normale è finita.
- Altri interpreti: Rosalind Chao (Keiko Ishikawa), Colm Meaney (Miles O'Brien), Sierra Pecheur (ambasciatore T'Pel/subcomandante Selok), Alan Scarfe (Mendak), April Grace (Maggie Hubbell), Shelly Desai (V'Sal)

## Un uomo ferito
- Titolo originale: The Wounded
- Diretto da: Chip Chalmers
- Scritto da: Stuart Charno, Sara Charno e Cy Chermak (soggetto); Jeri Taylor (sceneggiatura)

### Trama
Data Stellare 44429.6. Picard deve fermare una nave federale rinnegata, la Phoenix, che sta attaccando un'astronave dei Cardassiani, con i quali la Federazione ha appena stretto con non poche fatiche un trattato di pace. O'Brien, che aveva servito sotto il capitano Ben Maxwell della Phoenix durante la guerra contro i Cardassiani, è convinto che il suo ex capitano abbia una ragione per comportarsi in questo modo, mentre Picard è convinto che stia agendo per vendetta poiché durante la guerra ha perso la famiglia per mano dei Cardassiani. Picard riuscirà (con l'aiuto di Miles) a convincere Maxwell a consegnarsi alla giustizia federale, anche se redarguirà il Gul sul fatto che si è accorto che le motivazioni dell'attacco di Maxwell erano valide: la nave cardassiana aggredita dalla Phoenix stava trasportando armi, in violazione dei trattati di pace.
- Altri interpreti: Bob Gunton (Benjamin Maxwell), Rosalind Chao (Keiko Ishikawa), Marc Alaimo (Gul Macet), Colm Meaney (Miles O'Brien), Marco Rodríguez (Glinn Telle), Time Winters (Glinn Daro), John Hancock (Haden)

## Il diavolo
- Titolo originale: Devil's Due
- Diretto da: Tom Benko
- Scritto da: Philip LaZebnik (soggetto); Philip LaZebnik e William Douglas Lansford (soggetto)

### Trama
Data Stellare 44474.5. L'Enterprise D arriva a Ventax II per recuperare un gruppo federale di antropologi, ma scopre che il pianeta è in uno stato di caos e il gruppo di studiosi è stato imprigionato dai Ventaxiani che ritengono che le loro vite siano messe in pericolo dal ritorno di Ardra, il loro demonio, che secondo una profezia ha regalato a Ventax mille anni di pace, in cambio del totale controllo su tutto e tutti al termine del periodo concesso. Il problema è che si presenta davvero una creatura soprannaturale dotata di grandi poteri che sostiene di essere Ardra, e che pretende ciò che le spetta, Enterprise compresa. Picard riuscirà a smascherare l'entità, dimostrando che è un impostore che, saputo della leggenda di Vantax, ha cercato di approfittare della situazione.
- Altri interpreti: Marta DuBois (Ardra), Paul Lambert (dottor Howard Clark), Marcello Tubert (Acost Jared), William Glover (Jacob Marley), Thad Lamey (Diavolo), Tom Magee (Fek'lhr)

## Indizi
- Titolo originale: Clues
- Diretto da: Les Landau
- Scritto da: Bruce D. Arthurs (soggetto); Bruce D. Arthurs e Joe Menosky (sceneggiatura)

### Trama
Data Stellare 44502.7. L'Enterprise D sta svolgendo una missione di routine, la qual cosa offre all'equipaggio la possibilità di rilassarsi. Durante la raccolta dei dati su Harrakis V, la nave viene proiettata attraverso un wormhole che fa perdere conoscenza a tutti tranne che a Data. Ma quando l'equipaggio studia le cause di ciò che è accaduto, appare sempre più certo che Data abbia mentito: sembra che l'equipaggio sia stato incosciente per più di 24 ore, anziché i 30 secondi che Data sostiene essere passati. Picard capirà che Data sta cercando di risolvere, all'insaputa di tutti, una situazione spinosa: sono entrati in contatto con una forma di vita molto xenofoba che non vuole che si sappia della sua esistenza; essa aveva minacciato l'Enterprise di distruzione, ma Data ha interceduto per i suoi compagni, permettendo che la specie aliena cancellasse la memoria a tutti e riprogrammasse i diari di bordo, tranne che a lui (il suo cervello positronico non può essere riprogrammato dall'entità). La cancellazione però si rivela imperfetta e riporta l'Enterprise a indagare nella regione di spazio abitata dagli alieni. Picard riuscirà a convincere l'entità che nessuno di loro rivelerà il segreto della sua esistenza e faranno in modo di cancellare, stavolta per bene, ogni traccia nel computer dell'astronave, prima che venga loro cancellata la memoria nuovamente.
- Altri interpreti: Whoopi Goldberg (Guinan), Colm Meaney (Miles O'Brien), Pamela Winslow (McKnight), Rhonda Aldrich (Madeline), Patti Yasutake (Alyssa Ogawa), Thomas Knickerbocker (pistolero)

## Primo contatto
- Titolo originale: First Contact
- Diretto da: Cliff Bole
- Scritto da: Marc Scott Zicree (soggetto); Dennis Russell Bailey, David Bischoff, Joe Menosky, Ronald D. Moore e Michael Piller (sceneggiatura)

### Trama
La Federazione si sta preparando per il primo contatto con una nuova specie, i Malcoriani. Per approntare meglio l'incontro, Riker si è sottoposto a una plastica facciale per sembrare un Malcoriano di nome Rivas Jakara e, sbarcato su Malcor III per coordinare altri osservatori della Flotta, viene ferito gravemente e portato nell'ospedale locale di Sikla, dove la sua vera natura viene immediatamente notata dai medici. Picard e Troi cercano di convincere alcune persone apparentemente di ampie vedute della vera intenzione della Federazione, ma incontrano molti ostacoli, dovuti a una frangia di conservatori che disapprovano il grande progresso scientifico che i Malcoriani stanno sperimentando. Dopo varie vicissitudini, sarà il primo ministro malcoriano a chiedere a Picard di rinviare il primo contatto, poiché si è reso conto che la sua gente non è ancora socialmente pronta a conoscere altre specie aliene.
- Altri interpreti: Jonathan Frakes (Rivas Jakara), Bebe Neuwirth (Lanel), George Coe (Avel Durken), Carolyn Seymour (Mirasta Yale), George Hearn (Berel), Michael Ensign (Krola), Steven Anderson (Nilrem), Sachi Parker (dottor Tava)

## Il figlio della galassia
- Titolo originale: Galaxy's Child
- Diretto da: Winrich Kolbe
- Scritto da: Thomas Kartozian (soggetto); Maurice Hurley (sceneggiatura)

### Trama
Data Stellare 44614.6. La Forge è felice di lavorare a fianco di Leah Brahms, per la quale nutre molta stima; tuttavia, quando la dottoressa sale a bordo, si rivela molto differente da come se la immaginava Geordi. Nel frattempo l'Enterprise D distrugge inavvertitamente una creatura alla deriva nello spazio nel sistema Alfa Omicron per scoprire che questa creatura era una madre, che la sua morte provoca la nascita di un figlio che riconosce nell'Enterprise la figura materna e vi si attacca attingendo sempre più energia. La soluzione del problema è nelle mani di La Forge e di Brahms, se riusciranno a cooperare.
- Altri interpreti: Whoopi Goldberg (Guinan), Susan Gibney (Leah Brahms), Lanei Chapman (Sariel Rager), Jana Marie Hupp (Pavlik), April Grace (Maggie Hubbell)

## Terrori notturni
- Titolo originale: Night terrors
- Diretto da: Les Landau
- Scritto da: Shari Goodhartz (soggetto); Pamela Douglas e Jeri Taylor (sceneggiatura)

### Trama
Data Stellare 44631.2. L'Enterprise D ritrova la Brittain, data per dispersa, ma quando una squadra sale a bordo della nave scopre che tutti i membri dell'equipaggio si sono uccisi a vicenda, con l'eccezione di un Betazoide che è sotto forte stato di shock. Quando l'Enterprise resta immobilizzata da un pericoloso fenomeno naturale, nessuno sospetta che i pensieri sconclusionati del Betazoide sopravvissuto possano avere qualche significato, e intanto i membri della nave cominciano a soffrire di allucinazioni, alcune delle quali iniziano a sconfinare nella stessa follia che aveva portato la distruzione sulla Brattain.
- Altri interpreti: Whoopi Goldberg (Guinan), Rosalind Chao (Keiko Ishikawa), Colm Meaney (Miles O'Brien), John Vickery (Andrus Hagan), Duke Moosekian (Gillespie), Craig Hurley (Peeples), Brian Tochi (Kenny Lin), Lanei Chapman (Sariel Rager), Deborah Taylor (Chantal R. Zaheva)

## Metamorfosi
- Titolo originale: Identity Crisis
- Diretto da: Winrich Kolbe
- Scritto da: Timothy DeHaas (soggetto); Brannon Braga (sceneggiatura)

### Trama
Data Stellare 44664.5. Alcuni ufficiali che facevano parte di una squadra di sbarco che cinque anni prima aveva investigato su una misteriosa migrazione di esploratori su Tarchannen III, cominciano a mutare in forme aliene e migrano anch'essi sul pianeta; tra questi ufficiali ci sono Leijten e La Forge. Mentre la dottoressa Crusher ha confinato Leijten in infermeria quando la sua mutazione ha preso inizio, la mutazione di Geordi resta inosservata e questi, più alieno che umano, si trasferisce sul pianeta.
- Altri interpreti: Maryann Plunkett (Susanna Leijten), Patti Yasutake (Alyssa Ogawa), Amick Byram (Paul Hickman), Dennis "Danger" Madalone (Hedrick), Mona Grudt (Graham), Paul Tompkins (Anthony Brevelle)

## All'ennesima potenza
- Titolo originale: The Nth Degree
- Diretto da: Robert Legato
- Scritto da: Joe Menosky

### Trama
Data Stellare 44704.2. Appena dopo una nervosa performance teatrale nei panni di Cyrano, Barclay viene assegnato ad accompagnare La Forge su uno shuttle per l'esplorazione ravvicinata di una sonda aliena che sta bloccando il funzionamento del telescopio di Argus. La sonda aliena altera la mente di Barclay e ne modifica il carattere rendendolo incredibilmente intelligente e molto sicuro di sé. Ben presto la sua intelligenza lo porta ad avere comportamenti sopra le righe: prende il controllo dell'Enterprise e, modificatene la propulsione, porta l'astronave al centro della galassia, dove Picard e i suoi incontrano una nuova specie, i Citeriani, alieni tecnologicamente molto avanzati e pacifici, anch'essi esploratori. Si scopre che sono stati loro a modificare la sonda, in modo che l'Enterprise potesse arrivare al loro mondo e stabilire un primo contatto. Saranno sempre i Citeriani a far tornare "normale" Barclay, che un pochino rimpiangerà la sicurezza in sé che aveva acquisito grazie all'influenza aliena.
- Altri interpreti: Dwight Schultz (Reginald Barclay), Jim Norton (Albert Einstein), Saxon Trainor (Linda Larson), Page Leong (April Anaya), David Coburn (Brower), Kay E. Kuter (Citeriano)

## Q-Pido
- Titolo originale: Qpid
- Diretto da: Cliff Bole
- Scritto da: Randee Russell e Bruce D. Arthurs (soggetto); Bruce D. Arthurs (sceneggiatura)

### Trama
Data Stellare 44741.9. L'Enterprise D si trova a Tagus III, che ospiterà l'annuale simposio degli archeologi della Federazione. Picard è molto nervoso: i più grandi scienziati della galassia saranno sulla sua nave e sarà lui a dover aprire i lavori con un discorso. Deanna Troi gli comunica che gli ospiti sono appena saliti a bordo e subito percepisce il disagio e l'ansia del capitano, consigliandogli di rilassarsi. Poco dopo Picard riceve la visita di Vash, una vecchia e affascinante amica che fa parte del gruppo degli archeologi e il suo nervosismo aumenta quando non solo la donna gli chiede perché lui non abbia mai parlato di lei con i suoi amici, ma anche quando sulla nave arriva Q. L'onnipotente alieno si è messo in testa di fare da tramite all'unione amorosa tra Picard e Vash, ma finirà col proporre alla donna di viaggiare insieme a lui, proposta che la donna accetterà molto volentieri.
- Altri interpreti: John de Lancie (Q), Jennifer Hetrick (Vash), Clive Revill (sir Guy di Gisbourne), Joi Staton (servo)
- La storia tra Q e Vash prosegue nell'episodio Per amore di Q della serie Star Trek: Deep Space Nine.

## Giustizia sommaria
- Titolo originale: The Drumhead
- Diretto da: Jonathan Frakes
- Scritto da: Jeri Taylor

### Trama
Data Stellare 44769.2. L'Enterprise D ospita a bordo un esobiologo klingon come parte dello scambio scientifico tra la Federazione e l'Impero. Purtroppo il computer e altre prove suggeriscono che sia lui il responsabile di un guasto dei motori della nave e dello strano passaggio di alcuni schemi riservati nelle mani dei Romulani. Il Klingon respinge le accuse, proclamandosi innocente, ma Deanna percepisce che sta nascondendo qualcosa. Vengono fatti subito dei piani per rispedirlo a casa, appena le indagini saranno concluse. Per aiutare l'equipaggio dell'Enterprise giunge l'ammiraglio Norah Satie, che si era già occupata di una cospirazione aliena contro la Federazione tre anni prima. Costei è la figlia di Aaron Satie, forse il più importante giudice nella storia della Flotta Stellare, talmente rispettato che perfino Picard è lusingato dalla presenza della donna a bordo. Grazie all'aiuto dell'ammiraglio, la colpevolezza dell'esobiologo riguardo la fuga di dati viene provata, ma costui continua a negare per quanto riguarda il guasto ai motori e poi la situazione comincia a degenerare quando Sabin, Betazoide facente parte dello staff della donna, rileva grazie alle proprie abilità che Simon Tarses, giovane assistente medico dell'Enterprise, sta nascondendo qualcosa. Nonostante ulteriori analisi, effettuate da Data e La Forge, evidenzino come il guasto alla nave fosse dovuto solo a un difetto di fabbricazione, l'ammiraglio Satie insiste a proseguire le indagini, in nome della sicurezza. Tarses è quindi sottoposto a una pubblica interrogazione in cui, con grande rabbia di Picard, viene accusato di tradimento senza nessuna prova, fino a che Sabin rivela pubblicamente che ciò che il ragazzo nasconde è l'avere un nonno romulano. Capendo come Norah si stia spingendo troppo oltre, Picard la implora di interrompere l'indagine, avendo lui stesso parlato con Tarses e appurato come questi abbia mentito solo per paura dei pregiudizi altrui, ma l'ammiraglio è irremovibile: da lì in avanti le indagini continueranno e saranno supervisionate dall'ammiraglio Thomas Henry, Capo della Sicurezza della Flotta. Worf appoggia la donna, e per questo Picard lo rimprovera duramente, spiegandogli la pericolosità della situazione creatasi, paragonandola agli episodi di giustizia sommaria avvenuti nelle guerre del ventesimo secolo. Alla fine, pure il capitano viene interrogato e, come per Tarses, è accusato di tradimento sulla base di illazioni false e del tutto fuori contesto, citando le volte che ha dovuto infrangere la Prima direttiva, il suo passato con i Borg e la vicenda avvenuta qualche mese prima con la spia romulana Selok. Le accuse sono talmente assurde che, quando anche Worf ne vede l'infondatezza e le obietta, l'ammiraglio accusa pure lui di tradimento, facendo riferimento alla sua parentela con un individuo accusato di essere una spia romulana, cioè il padre biologico. Picard, allora, rifiutandosi di assecondare la donna, risponde alle accuse citando una famosa frase di Aaron Satie sui diritti inalienabili e sui pericoli che si incorrono quando essi sono minacciati. Il sentirlo nominare suo padre spinge Norah a lanciarsi istericamente in un'arringa in cui giura di smascherarlo come una minaccia per la Federazione, ma così facendo la donna finisce solo per smascherare il proprio fanatismo, tanto che lo stesso ammiraglio Henry lì presente lascia la sala, in preda al disgusto. L'indagine viene chiusa e l'ammiraglio Satie lascia l'Enterprise in disgrazia. Rimasti soli, Picard e Worf riflettono su quanto successo, concludendo che la vigilanza è il prezzo da pagare affinché la libertà continui a esistere.
- Altri interpreti: Jean Simmons (Norah Satie), Bruce French (Sabin Genestra), Spencer Garrett (Simon Tarses), Henry Woronicz (J'Dan), Earl Billings (Thomas Henry) e Ann Shea (Nellen Tore)

## Una vita a metà
- Titolo originale: Half a Life
- Diretto da: Les Landau
- Scritto da: Ted Roberts e Peter Allan Fields (soggetto); Peter Allan Fields (sceneggiatura)

### Trama
Data Stellare 44805.3. Il dottor Timicin sale a bordo dell'Enterprise D per essere trasportato nei pressi di una stella simile a quella del suo pianeta per sperimentare un siluro fotonico modificato che dovrebbe ridurre l'attività solare; il sole di Kaelon II potrebbe spazzare via la vita del pianeta entro pochi decenni se non ne viene limitata l'attività. Quando il test fallisce, Timicin continua nei tentativi, ma in base alle leggi di Kaelon II, dovrebbe far ritorno sul suo pianeta per sottoporsi alla Risoluzione, il suicidio senza dolore previsto per tradizione all'età di 60 anni. Lwaxana Troi, che si trova sull'Enterprise, tenta di convincere Timicin a chiedere asilo politico, anche se la sua richiesta potrebbe dare il via a una guerra.
- Altri interpreti: David Odgen Stiers (dottor Timicin), Majel Barrett-Roddenberry (Lwaxana Troi), Colm Meaney (Miles O'Brien), Carel Struycken (Homn), Michelle Forbes (Dara), Terrence E. McNally (B'tardat)

## L'ospite
- Titolo originale: The Host
- Diretto da: Marvin V. Rush
- Scritto da: Michel Horvat

### Trama
Data Stellare 44821.3. Beverly Crusher ha appena ricevuto una lettera da suo figlio Wesley, che all'Accademia è il migliore nella classe di esobiologia, ma non riesce ancora a comprendere pienamente le lezioni di filosofia. Oltre a questo, qualcosa di nuovo sta succedendo all'ufficiale medico capo dell'Enterprise D, che sta lavorando fianco a fianco con Odan, l'ambasciatore di Peliar Zel. Un rappresentante federale dovrà cercare di risolvere con l'ambasciatore i problemi del pianeta, la cui Luna Alfa sta sfruttando le sue risorse naturali causando però alla Luna Beta alcuni danni ambientali. Odan, che è un Trill, allaccia una relazione sentimentale con Beverly, che ignora la sua natura simbiotica fino a quando l'ospite morirà in seguito a un incidente e lei sarà costretta prima a impiantare il simbionte in Riker, affinché i negoziati di pace procedano, e poi in un'ospite femmina.
- Altri interpreti: Franc Luz (ambasciatore Odan), Barbara Tarbuck (governatore Leka Trion), Nicole Orth-Pallavicini (Kareel Odan), William Newman (Kalin Trose), Patti Yasutake (Alyssa Ogawa), Robert Harper (Lathal Bine)

## Con gli occhi della mente
- Titolo originale: The Mind's Eye
- Diretto da: David Livingston
- Scritto da: Ken Schafer e René Echevarria (soggetto); René Echevarria (sceneggiatura)

### Trama
Data Stellare 44885.5. In partenza per una vacanza su Risa, Geordi sta passando il tempo con il computer mentre esegue alcune revisioni di routine sulla navetta che lo sta riportando sull'Enterprise D, quando un falco da guerra romulano fa la sua comparsa. Nel frattempo, mentre Picard sta tranquillamente parlando con l'emissario klingon che la nave federale sta trasportando su Krios, uno dei pianeti dell'Impero che vuole rendersi indipendente, i Romulani rapiscono La Forge e cercano di condizionarlo mostrandogli immagini mediante un collegamento diretto alla sua corteccia cerebrale, per condizionarlo e trasformarlo in un assassino: dovrà infatti uccidere un rappresentante dei Klingon che si trova sull'Enterprise, così da far scatenare una guerra tra Klingon e Federazione, in modo che quest'ultima si indebolisca in un conflitto a vantaggio dei Romulani; ma Data si accorgerà dell'inganno e avvisa Worf di fermare Geordi un istante prima che prema il grilletto.
- Altri interpreti: Lawrence Dobkin (ambasciatore Kell), John Fleck (Taibak), Colm Meaney (Miles O'Brien), Edward Wiley (governatore Vagh), Denise Crosby (voce della comandante romulana in ombra (Sela)), Majel Barrett-Roddenberry (voce del computer)

## Programma: amore
- Titolo originale: In Theory
- Diretto da: Patrick Stewart
- Scritto da: Joe Menosky e Ronald D. Moore

### Trama
Data Stellare 44932.3. Durante l'investigazione di una nebulosa di materia scura, Jenna D'Sora, dopo aver interrotto una lunga relazione con Jeff Arton, viene attratta da Data, il quale all'inizio ribadisce di non avere emozioni umane e poi cerca di simularle nel tentativo di sperimentare un legame amoroso; naturalmente l'"esperimento" di Data non avrà l'esito sperato. Nel frattempo, la densità della materia della nebulosa causa la sparizione di un pianeta di classe M e l'Enterprise si trova sul percorso di ciò che ha causato la sparizione, patendo diversi guasti e falsi allarmi.
- Altri interpreti: Whoopi Goldberg (Guinan), Michele Scarabelli (Jenna D'Sora), Rosalind Chao (Keiko Ishikawa), Colm Meaney (Miles O'Brien), Pamela Winslow (McKnight), Gary Baxley (Thorne), Georgina Shore (Van Mayter), Ritt Henn (bassista alieno), Phil Mallory (suonatore di trombone francese), Majel Barrett-Roddenberry (voce del computer)

## La via di Klingon(prima parte)
- Titolo originale: Redemption, Part I
- Diretto da: Cliff Bole
- Scritto da: Ronald D. Moore

### Trama
Data Stellare 44995.3. L'Enterprise D è in rotta verso Qo'noS, dove gli ufficiali della Federazione assisteranno all'insediamento del prossimo leader. Quello stesso viaggio fornirà a Worf la possibilità di correggere l'ingiustizia che il Consiglio Klingon ha commesso nei suoi confronti e riguadagnare il diritto di portare il nome di famiglia. In qualità di cha'Dich, il capitano Picard va a parlare con il suo capo della sicurezza esprimendo il sospetto che la dichiarazione che il nome di famiglia di Worf fosse cancellato dalla storia klingon sia soltanto la facciata per coprire uomini molto meno onorevoli e che adesso è necessario comportarsi da Klingon e sfidare quest'alleanza. Mentre si trova nell'alloggio di Worf, Picard viene avvertito da Riker che sta arrivando un vascello klingon di scorta. Il capitano della nave klingon dichiara che l'arrivo dell'Enterprise deve avvenire in fretta, per prevenire una guerra civile nell'Impero. Il fatto che le sorelle Lursa e B'Etor Duras rivendichino il posto di capo dell'Impero Klingon e che siano in combutta con i Romulani non aiuta la situazione.
- Altri interpreti: Whoopi Goldberg (Guinan), Robert O'Reilly (Gowron), Tony Todd (Kurn), Barbara March (Lursa), Gwynyth Walsh (B'Etor), J.D. Cullum (Toral), Michael G. Hagerty (Larg), Nicholas Kepros (Movar), Colm Meaney (Miles O'Brien), Timothy Carhart (Christopher Hobson), Clifton Jones (Craig), Ben Slack (K'Tal), Tom Ormeny (primo ufficiale klingon), Denise Crosby (comandante romulana in ombra (Sela)), Majel Barrett-Roddenberry (voce del computer)